# Ørting
Ørting – miasto w Danii, w regionie Jutlandia Środkowa, w gminie Odder.